# Pequena Taça do Mundo de 1963
Após o período de seis anos a competição amistosa volta a ser disputada com a presença reduzida de quatro para três clubes pois alguns clubes participavam de outras competições, para a edição de 1963 os clubes Real Madrid e Porto representantes da UEFA e São Paulo da CONMEBOL participaram do torneio amistoso que em sua reta final apontou o tricolor paulista como campeão pela segunda vez do torneio amistoso tendo em segundo lugar o clube do Real Madrid.

## Jogos
- 10/08/1963 - Porto 1x2 São Paulo
- 18/08/1963 - Real Madrid 2x1 Porto
- 24/08/1963 - São Paulo 2x1 Real Madrid
- 26/08/1963 - Porto 1x2 Real Madrid
- 30/08/1963 - Real Madrid 0x0 São Paulo
- 1/09/1963 - São Paulo n/a Porto *

* Como o São Paulo já era considerado matematicamente o campeão do torneio não foi necessário a realização do jogo.

## Classificação final
| Time        | Pts | J | V | E | D | GP | GC | SG |
| ----------- | --- | - | - | - | - | -- | -- | -- |
| São Paulo   | 5   | 3 | 2 | 1 | 0 | 4  | 2  | 2  |
| Real Madrid | 5   | 4 | 2 | 1 | 1 | 5  | 4  | 1  |
| Porto       | 0   | 3 | 0 | 0 | 3 | 3  | 6  | -3 |

## Campeão
| Pequena Taça do Mundo de 1963 |
| ----------------------------- |
| SÃO PAULO Campeão (2º título) |